# Wirtualny pulpit

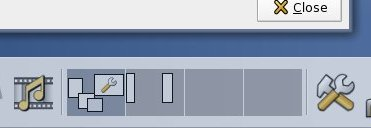
Wirtualne pulpity w Xfce

Wirtualny pulpit – element systemów operacyjnych, umożliwiający pracę na wielu pulpitach jednocześnie i przełączanie się pomiędzy nimi. Zapobiega tworzeniu się bałaganu na ekranie i pulpicie, umożliwia grupowanie swoich prac tematycznie na pulpitach.
Najczęściej wirtualne pulpity realizowane są graficznie w postaci apletu z podglądem aktualnego stanu kolejnych ekranów. Można się między nimi przełączać dowolnie zdefiniowanym skrótem klawiszowym (np. ALT+F1, ALT+F2, etc) lub też klikając myszą na konkretny pulpit na aplecie.
Wirtualne pulpity są od długiego czasu standardem w systemach uniksowych (Mac OS, Solaris, GNU/Linux, BSD). W systemach z rodziny Microsoft Windows możliwość używania wirtualnych pulpitów jest standardowo dostępna dopiero od wersji Windows 10. Po raz pierwszy podobna funkcjonalność pojawiła się w systemie Windows XP w formie darmowej aplikacji Virtual Desktop Manager, umożliwiającej selektywne minimalizowanie uruchomionych programów. Później udostępnione zostało bardziej zaawansowane narzędzie Desktops dla systemów Windows XP, Windows Server 2003 i nowszych, umożliwiające działanie na 4 wirtualnych pulpitach.